# Guocun, Shandong
Guocun (kinesiska: 郭村镇, 郭村) är en köping i Kina. Den ligger i provinsen Shandong, i den östra delen av landet, omkring 230 kilometer sydväst om provinshuvudstaden Jinan. Antalet invånare är 64595. Befolkningen består av 32 762 kvinnor och 31 833 män. Barn under 15 år utgör 18,0 %, vuxna 15-64 år 70 %, och äldre över 65 år 10,0 %.
Genomsnittlig årsnederbörd är 778 millimeter. Den regnigaste månaden är juli, med i genomsnitt 192 mm nederbörd, och den torraste är januari, med 6 mm nederbörd.